# Giovanni Fornasini
Giovanni Remo Fornasini (23. února 1915, Lizzano in Belvedere – 13. října 1944, Marzabotto) byl italský římskokatolický kněz, zabitý za svoji odbojovou činnost nacistickým vojákem Waffen-SS několik dní po masakru v Marzabottu. Katolická církev jej uctívá jako blahoslaveného mučedníka.

## Život
Narodil se dne 23. února 1915 v osadě Pianaccio (část obce Lizzano in Belvedere) rodičům Angelovi Fornasinimu a Marii roz. Guccini. Jeho otec byl uhlíř. Měl staršího bratra Luigiho (* 1912). Okolo roku 1924 se přestěhoval do Porretta Terme. V Porretta Terme také studoval, avšak nebyl příliš dobrý student. Po dokončení studia pracoval nějakou dobu v hotelu, kde měl na starosti výtah.
Roku 1931 vstoupil do kněžského semináře v Borgo Capanne (část obce Alto Reno Terme). Roku 1932 však byl seminář uzavřen, načež přestoupil na arcibiskupský seminář v Boloni. Studoval také teologii na papežském kněžském semináři taktéž v oblasti Bologna. Dne 2. února 1934 složil slib života v celibátu. Dne 29. března 1940 byl vysvěcen na podjáhna. Dne 7. června 1941 přijal jáhenské svěcení. 28. června 1942 jej pak boloňský arcibiskup a kardinál Giovanni Nasalli Rocca di Corneliano v bazilice San Petronio v Boloni vysvětil na kněze.
Nejprve působil jako farní vikář ve své rodné obci. Roku 1942 zde byl ustanoven farářem, a to po náhlé smrti faráře předchozího. Tou dobou již v Itálii zuřila druhá světová válka. Proslul jako vlastenec a odpůrce nacismu, kdy po svržení diktátora Benita Mussoliniho roku 1943 nechal na počest této události zaznět zvony na místním kostele. Dle některých zdrojů byl ve spojení s partyzány, bojujícími proti nacismu.
Ve své farnosti a farnostech okolních, které měl dočasně na starosti pomáhal lidem postiženým válkou a předsedal zakázaným pohřebním obřadům lidí, zavražděných nacisty. Snažil se zajišťovat propouštění zajatců nacisty.
Po vypuknutí masakru v Marzabottu nacističtí vojáci jednotky Waffen-SS zabili v jeho působišti odhadem 770 civilistů. Stalo se tak mezi 29. zářím a 5. říjnem 1944. Mezi oběťmi bylo také několik kněží, mezi nimi i Ferdinando Casagrande a Ubaldo Marchioni, u kterých probíhá beatifikační proces.
Sám pak byl zabit několik dní po masakru dne 13. října 1944 v Marzabottu. Stalo se tak za nejasných okolností, kdy dle některých svědectví byl zavražděn vojákem jednotky Waffen-SS poté, co nelegálně pohřbíval těla obětí masakru. Není také jisté, zda byl zabit střelením do hrudi, nebo výbuchem hozeného granátu.
Poté, co se nacisté z Itálie stáhli bylo jeho tělo mezi jinými oběťmi masakru nalezeno jeho bratrem Luigim dne 21. dubna 1945. Poté bylo dočasně pohřbeno. Dne 13. října 1945 se pak konal jeho oficiální církevní pohřeb. Dne 19. května 1950 mu byla italským prezidentem Luigim Einaudim posmrtně udělena Medaile za vojenskou statečnost.

## Úcta
Jeho beatifikační proces započal dne 18. října 1998, čímž obdržel titul služebník Boží. Dne 21. ledna 2021 podepsal papež František dekret o jeho mučednictví.
Blahořečen pak byl dne 26. září 2021 v bazilice San Petronio v Boloni. Obřadu předsedal jménem papeže Františka kardinál Marcello Semeraro.
Jeho památka je připomínána 13. října. Bývá zobrazován v kněžském oděvu.